# Charlotte’s Web
Charlotte's Web ist eine Hanfsorte, aus der ein Öl (genannt Realm Oil und Alepsia) hergestellt werden kann, das therapeutisch zur Behandlung des Dravet-Syndroms und anderer Epilepsieerkrankungen eingesetzt wird. Die Hanfsorte weist einen hohen (17 %) Gehalt an Cannabidiol (CBD) und einen niedrigen (0,5 %) Gehalt an Tetrahydrocannabinol (THC) auf. Sie hat somit keine psychoaktive Wirkung, der Patient wird durch die Einnahme also nicht „high“ wie bei anderen Cannabissorten, die als Rauschmittel oder Arzneimittel genutzt werden.

## Züchtung und Verarbeitung
Charlotte's Web wurde 2011 in Colorado USA von den Brüdern Joel, Jesse, Jon, Jordan, Jared und Josh Stanley durch Kreuzung einer psychoaktiv wirksamen Cannabissorte mit Nutzhanf gezüchtet. Aufgrund der Erfolge in der Behandlung der Patientin Charlotte Figi (* 18. Oktober 2006; † 7. April 2020) gründeten die Stanley-Brüder die Non-Profit-Organisation Realm of Caring (Research Education & Advocacy while improving Lives through Measureable results), um Patienten einen beständigen Zugang zu qualitativ hochwertigem Cannabis mit standardmäßig hohem CBD-Gehalt zu ermöglichen. Nach der Ernte werden die Pflanzen mit Ethanol extrahiert; nach der Aufkonzentrierung und Gehaltbestimmung der Extrakte werden entsprechende Darreichungsformen (Kapseln, Tinkturen) zubereitet.

## Namensherkunft
Wegen der fehlenden psychoaktiven Wirkung lautete der ursprüngliche Name der Cannabissorte Hippie's Disappointment (Hippies Enttäuschung), wurde dann aber nach Charlotte Figi, der ersten Patientin, die damit behandelt wurde, in Charlotte's Web umbenannt. Bei Charlotte Figi wurde im Alter von zwei Jahren das Dravet-Syndrom diagnostiziert. Nachdem sich ihr Zustand stetig verschlechtert hatte und übliche Antiepileptika wirkungslos geblieben waren, erwarben die Figis in einem Geschäft für medizinisches Marihuana eine Cannabissorte mit hohem CBD- und niedrigem THC-Gehalt und verabreichten Figi ein daraus gewonnenes Öl, was zu einer Besserung der Symptomatik führte. In der Folge begann Figi im Frühjahr 2012 mit der Einnahme des von den Stanley-Brüdern bezogenen Realm Oils, das ihr in Form einer Olivenöl-Lösung unterhalb der Zunge verabreicht oder dem Essen beigemischt wurde. Ihre Anfälle konnten durch diese Behandlung von fast 50 Krämpfen pro Tag auf zwei bis drei nächtliche Konvulsionen im Monat reduziert werden. Der Effekt hielt über viele Monate an, andere Medikamente konnten abgesetzt werden.
Als Figi fünf Jahre alt war, wurde ihre Geschichte ausführlich in der am 11. August 2013 ausgestrahlten CNN-Dokumentation Weed mit Sanjay Gupta berichtet.

## Auswirkungen und rechtliche Aspekte
Viele Familien mit kranken Kindern zogen nach Colorado um Zugang zu Charlotte's Web zu bekommen. In mehreren US-Staaten wurden Gesetze geändert.
Am  28. Juli 2014 wurde auf US-amerikanischer Bundesebene vom republikanischen Scott Perry, Vertreter von Pennsylvania im US-Repräsentantenhaus, der Gesetzesvorschlag "The Charlotte's Web Medical Hemp Act of 2014" eingereicht.